# Pintura de miniatures

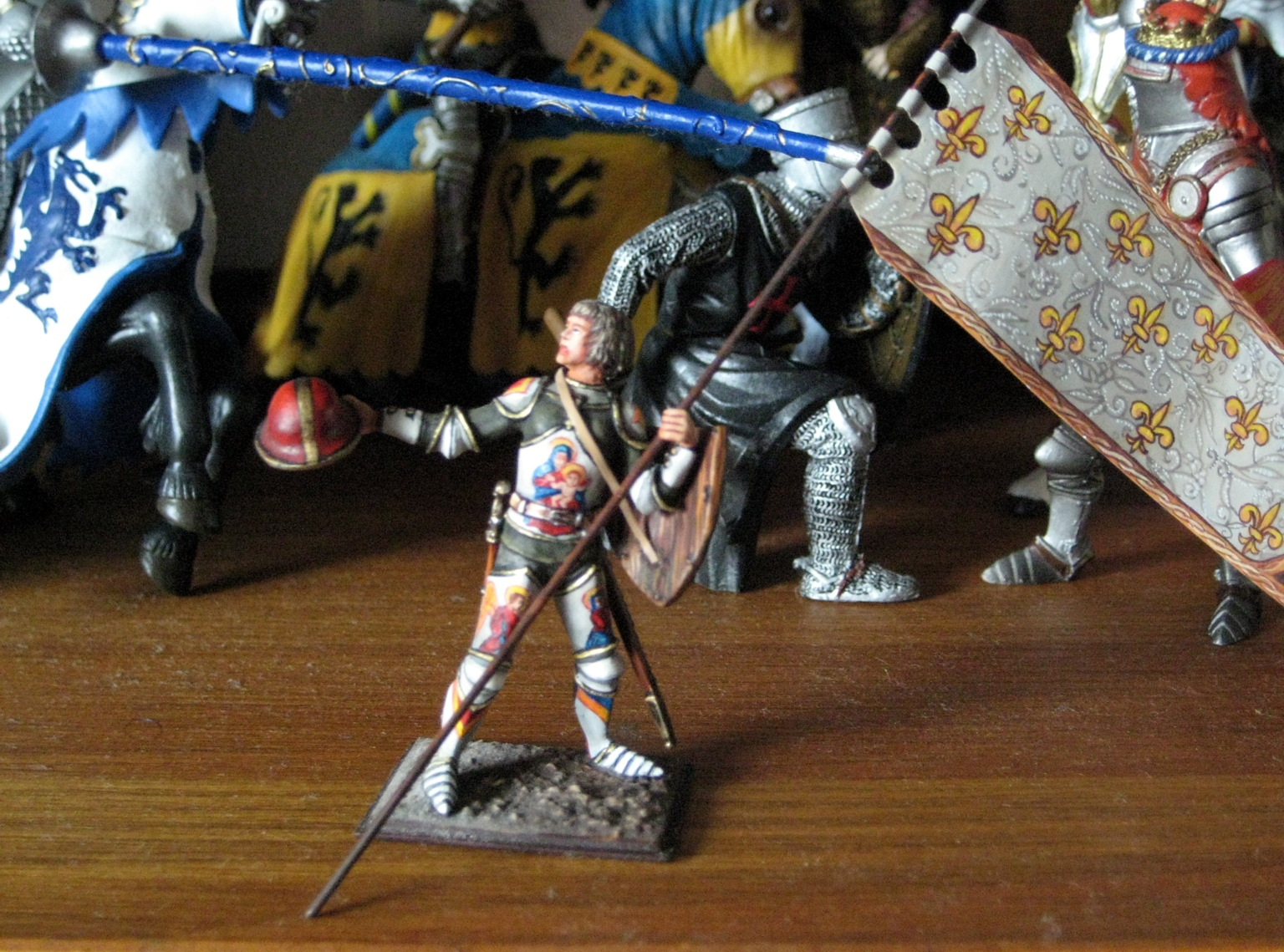
Miniatura de modelisme representant a Joana d'Arc, fixeu-vos en la precisió del pintor en els detalls pintats sobre la seva armadura o les vetes de la fusta de l'escut.

La pintura de miniatures és l'activitat de pintar figures de modelisme normalment aliatges amb base de plom o bé de plàstic. Aquestes miniatures s'usen en els jocs de rol i, sobretot en els jocs d'estratègia on són l'element central del joc. L'auge i popularització d'aquesta mena de jocs ha anat acompanyada de l'afició de pintar miniatures, ja que usualment els models són comercialitzats sense pintar i els aficionats a aquests jocs dediquen força temps a pintar-les. La pintura d'aquesta mena de models requereix materials específics, ja que els pigments més usuals no s'impregnen sobre els materials o bé les cobreixen massa fent perdre els detalls d'aquestes petites escultures. Per això diverses empreses es dediquen a comercialitzar pintures i pinzells específicament dissenyats per a aquesta activitat.
Les tècniques bàsiques de pintures de figures de metall són aquelles tècniques que s'utilitzen per pintar figures de metall d'una forma ràpida amb resultats acceptables. Si es vol millorar el resultat, és necessari aprendre tècniques més avançades.
El mètode consisteix en imprimar la figura de metall amb una base de pigment blanc o negre i pintar les parts desitjades del color elegit després s'apliquen les tècniques adequades per obtenir un resultat adient. La primera tècnica bàsica és la “rentada de tinta” que consisteix a pintar la figura amb un pigment diluït amb molta aigua, de tal manera que en assecar-se el pigment es diposita en els plecs i fissures del model donant sensació de profunditat. La segona tècnica bàsica és contrària a la primera perquè consisteix a agafar molt poca pintura amb un pinzell gruixut i pintar només les parts exteriors per tal de fer més visibles les parts exteriors amb un color més clar, normalment es denomina tècnica de “pinzell sec”.

## Taula de tècniques
|           | A           | B               |
| --------- | ----------- | --------------- |
| Bàsiques  | Pinzell sec | Rentat de tinta |
| Avançades | Velat       | Degradat        |